# Elztal
Elztal település Németországban, azon belül Baden-Württembergben. Lakosainak száma 5900 fő (2023. december 31.).

## Népesség
A település népessége az elmúlt években az alábbi módon változott:
| Lakosok száma | 4169 | 4837 | 5000 | 5255 | 4984 | 5422 | 5966 | 6118 | 5840 | 5900 |
|               | 1961 | 1967 | 1974 | 1980 | 1987 | 1993 | 2000 | 2006 | 2013 | 2023 |